# Фальконер, Джон
Джон Фальконер (англ. John Falconer; 1820—1903) — американский гравер, живописец, акварелист шотландского происхождения.

## Биография
В 1836 году приехал в Соединенные Штаты Америки.
Действительный член Нью-Йоркской Офорт-клуба, почетный член Национальной академии дизайна с 1856 года. Известен изображениями старых зданий и живописных руин. Д. Фалконер был другом многих американских художников-пейзажистов, представителей, так называемой, Школы реки Гудзон — Томаса Коула, Ашера Дюрана, Джаспера Фрэнсиса Кропси и др.

## Труды
Его работы находятся сейчас в коллекциях Метрополитен-музея (Нью-Йорк), Музея изобразительных искусств (Бостон), Нью-Йоркского исторического общества, Бруклинском музее искусств, и Колумбусском музее (Джорджия).

Некоторые работы
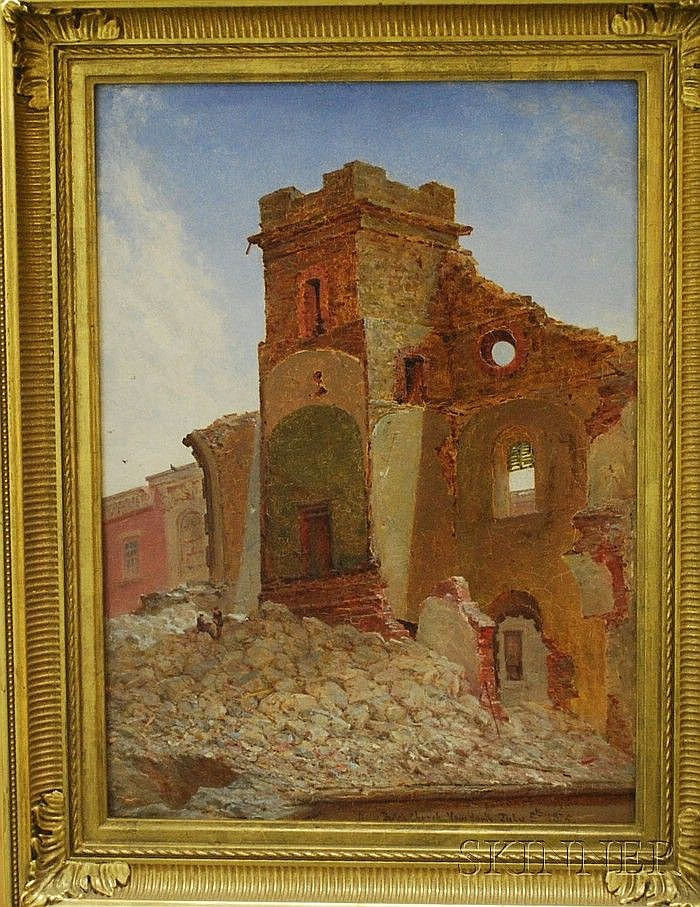
Северная Голландия. Руины церкви. 1875 год.
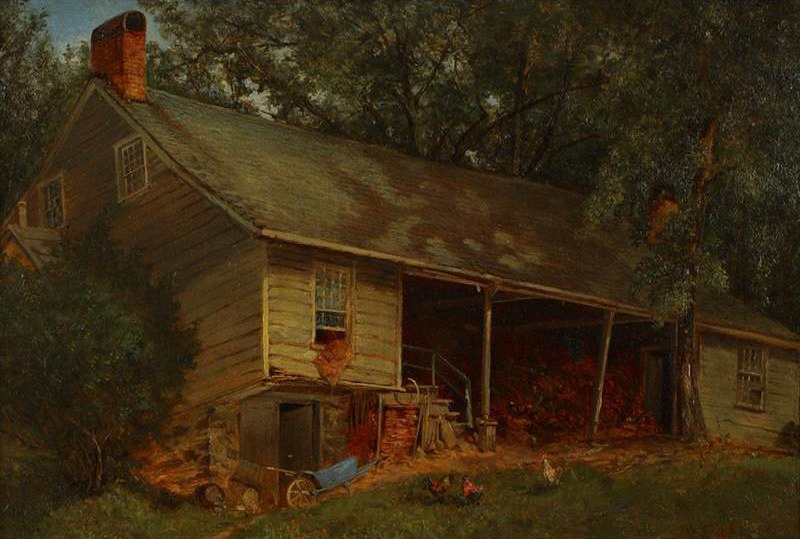
Первая студия Томаса Коула, 1881 год.